# Jean Georges Noverre

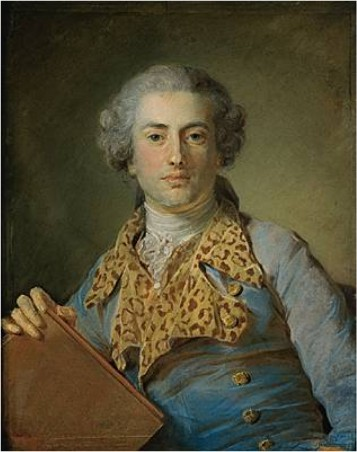
Jean-Georges Noverre
Jean-Baptiste Perronneau, 1764, Musée du Louvre

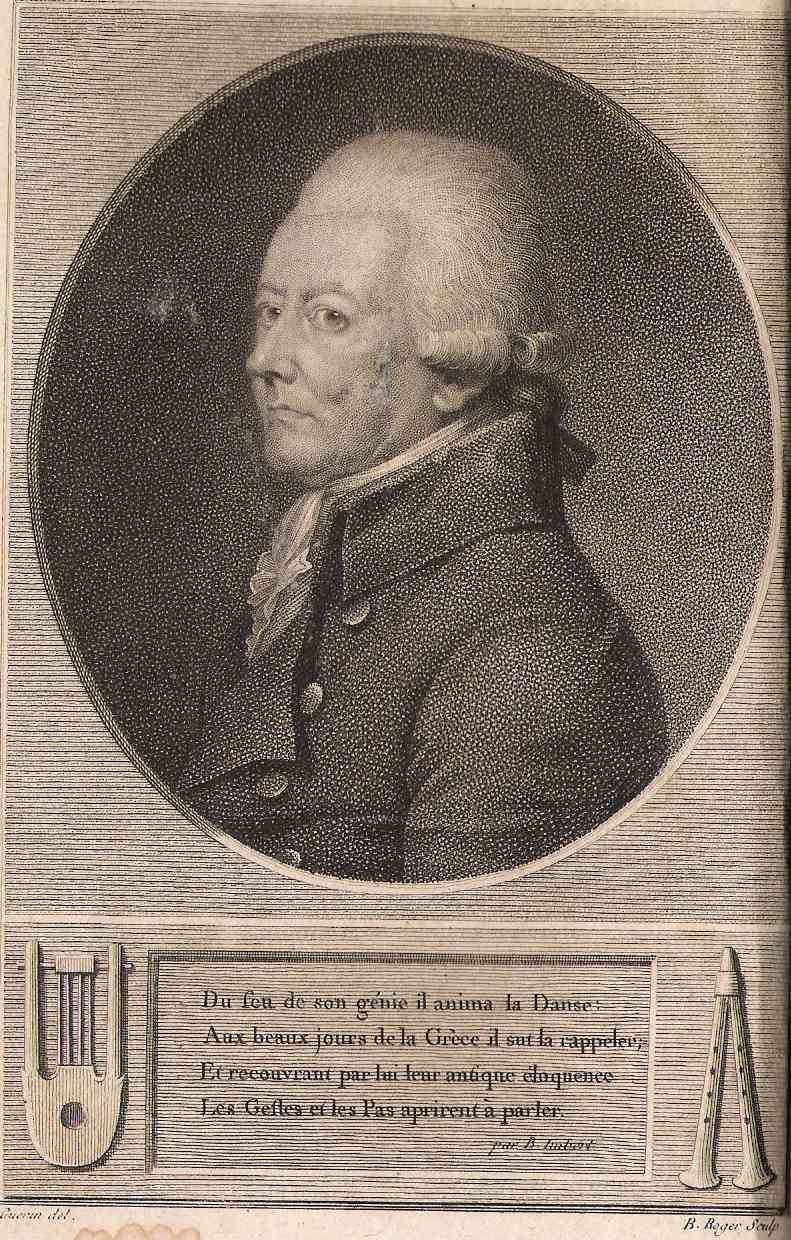
Jean-Georges Noverre.
Frontispiz der Lettres sur les arts imitateurs, Paris, Collin; La Haye, Immerzeel, 1807

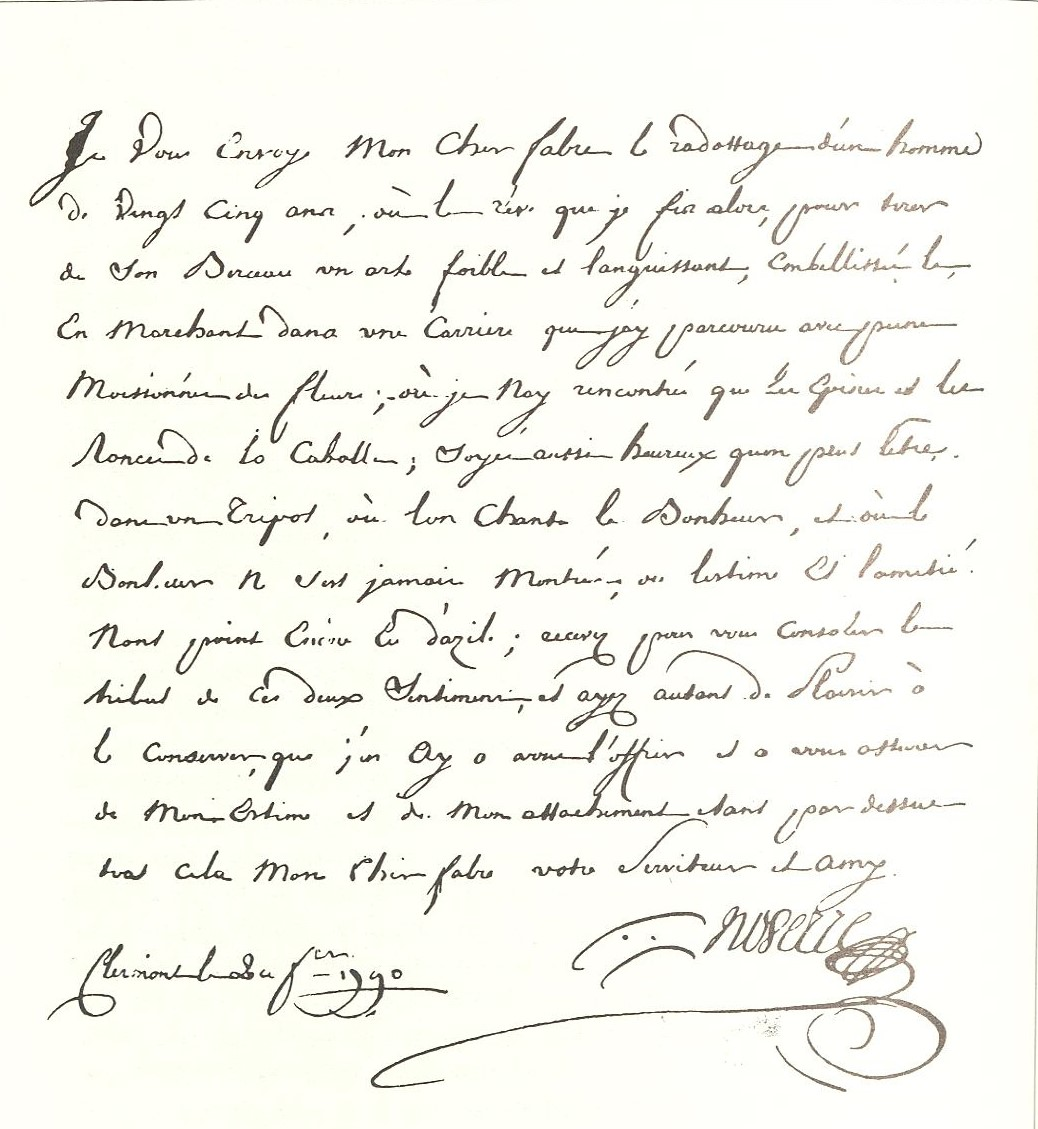
Brief aus dem Jahr 1790

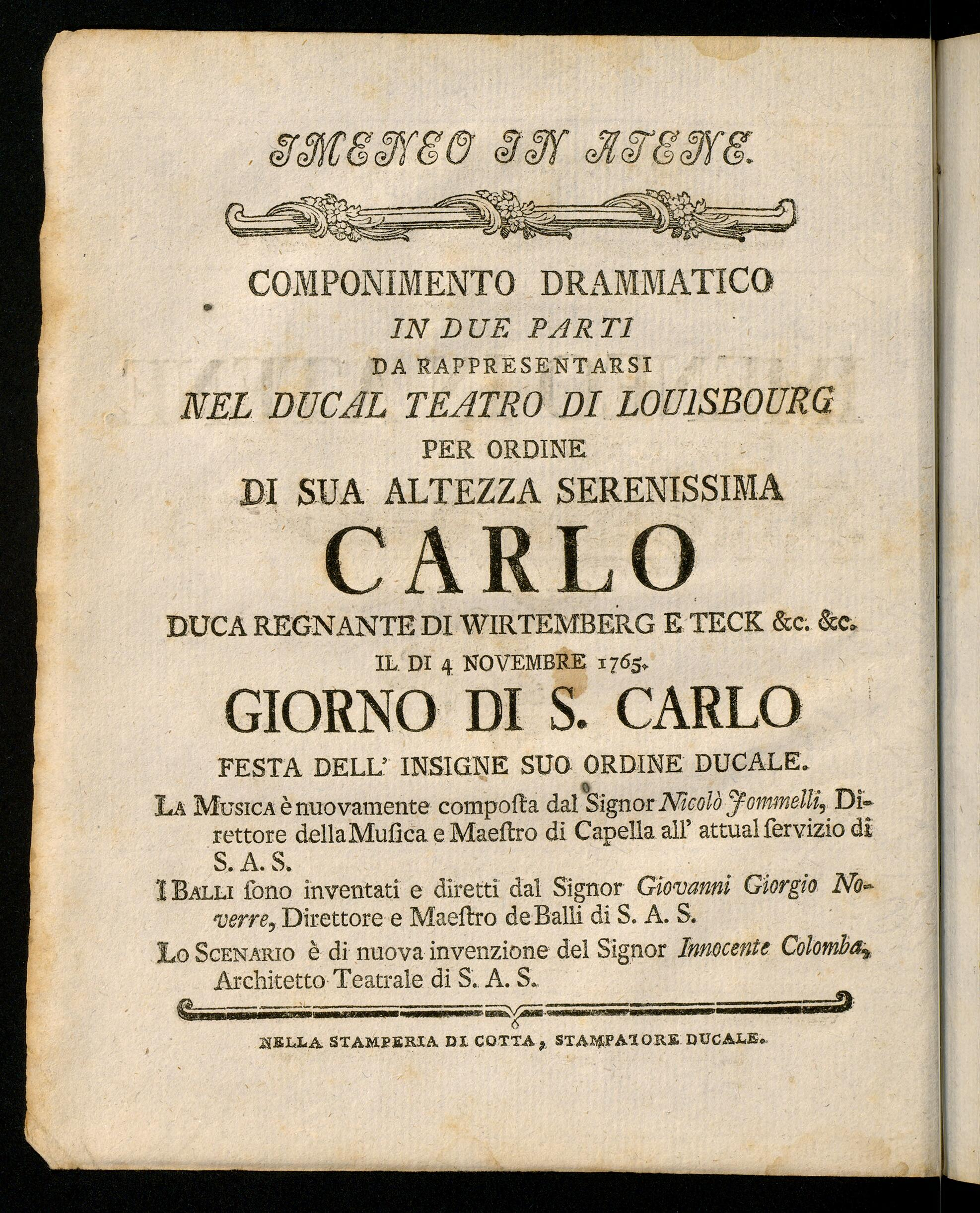
Niccolò Jommellis Oper Imeneo in Atene (1765) in Ludwigsburg

Georges Noverre (* 29. April 1727 in Paris; † 19. Oktober 1810 in Saint-Germain-en-Laye) war ein französischer Tänzer und Choreograf.
Noverre kämpfte im Geist der bürgerlichen Aufklärung gegen die Erstarrung und Prachtentfaltung des höfischen Ballets, gegen Reifröcke und Perücken, für Natürlichkeit und Humanismus im Tanz und für das dramatische Handlungsballett (zum Beispiel in Ballet d’action). Er war Lehrer bedeutender Ballettmeister, wie etwa von Charles LePicq (* 1744 oder 1749; † 1806). Noverre wirkte unter anderem 1744 bis 1747 in Berlin, von 1747 bis 1750 in Straßburg, von 1760 bis 1767 in Stuttgart und arbeitete von 1767 bis 1774 in Wien unter anderem mit Christoph Willibald Gluck zusammen. 1770/1771 choreografierte er die Tänze zu Antonio Salieris Don Chisciotte alle nozze di Gamace. In Paris steuerte Wolfgang Amadeus Mozart Musik zu Noverres Ballett Les petits riens (1778) bei. Noverres Briefe über die Tanzkunst (1760), die z. T. von Gotthold Ephraim Lessing übersetzt wurden, gehören zu den bedeutendsten theoretischen Schriften über das Ballett.

## Leben
Noverre erhielt ab circa 1740 seinen ersten Ballettunterricht bei dem Pariser Tanzmeister François Marcel und bei dem Tänzer Louis Dupré. Seinen ersten Auftritt als Tänzer hatte er 1742 in Fontainebleau am Hofe Ludwigs XV. Ab 1744 war er unter dem Ballettmeister Jean-Barthélemy Lany als Figurant an der von Friedrich dem Großen errichteten Hofoper in Berlin tätig. Nach einem Aufenthalt in Dresden war er von 1747 bis 1750 in Straßburg tätig, wo er 1748 die Tänzerin und Schauspielerin Marguerite-Louise Sauveur heiratete. Ihre Tochter Louise Victoire Jenamy wurde Pianistin und ist sehr wahrscheinlich die Widmungsträgerin von Mozarts 9. Klavierkonzert, das lange Zeit fälschlicherweise als Jeunehomme-Konzert bezeichnet wurde. 1750 bis 1752 war das Ehepaar an der Oper Lyon engagiert, wo Noverre nun als Solotänzer wirkte und 1751 seine erste eigene Choreografie Le Jugement de Paris produzierte. Ab 1753 waren sie Mitglieder der Balletttruppe des Pariser Théâtre national de l’Opéra-Comique. 1755/56 wurde er von David Garrick an das Theatre Royal Drury Lane nach London geholt, wo er dessen Schauspielkunst kennen und schätzen lernte.
Zurück in Lyon produzierte er zwischen 1757 und 1760 mehrere Ballette, bei denen er vor allem mit dem Komponisten François Granier zusammenarbeitete. Im selben Jahr erschien seine erste theoretische Schrift Lettres sur la Danse et sur les Ballets. 1760 folgte er einem Ruf nach Stuttgart an den Hof des Herzogs von Württemberg. Nachdem der Hof wegen Überschuldung zahlreiche Angestellte entlassen musste, bewarb sich Noverre 1766 mit einer umfangreichen Darstellung seines bisherigen Ballettschaffens (Warschauer Manuskript) für das Theater am Hofe des polnischen Königs Stanislaw August. Nachdem er fast ein Jahr lang keine Antwort erhalten hatte, ging er 1767 nach Wien, wo er von der späteren Königin Frankreichs Marie-Antoinette protegiert wurde. In Wien entstanden zahlreiche Ballette, vor allem zu Musik von Josef Starzer, Franz Aspelmayr (1728–1786), Christoph Willibald Gluck und anderer Komponisten. 1775 holte ihn Marie-Antoinette nach Paris, wo er als Nachfolger von Gaetano Vestris zum Ballettmeister der Opéra National de Paris ernannt wurde. Nach einem weiteren Londonaufenthalt von 1785 bis 1793 zog sich Noverre ab 1795 in Saint-Germain-en-Laye zurück, wo er im Jahre 1810, während er noch an einem Dictionnaire de la danse arbeitete, verstarb.
Noverre ist sicherlich einer der bedeutendsten Choreografen des 18. Jahrhunderts. Die Bedeutung für seine Zeitgenossen wie auch für die Nachwelt gründet nicht zuletzt auch auf der Publikation zahlreicher Schriften zur Theorie und zur Praxis der Tanzkunst. Außerdem verfasste er zahlreiche ausführliche Szenarien (= Libretti, Inhaltsangaben) zu seinen Balletten, die in der Folge auch von anderen Choreografen aufgegriffen und nachgetanzt wurden. Da wir zu keinem der Ballette eine schriftliche Aufzeichnung von Schrittmaterial haben, können wir uns über das Aussehen dieser Ballette nur ungefähre Vorstellungen machen. Abgesehen von den Szenarien zu seinen Balletten lagen 1760 die bereits erwähnten Lettres sur la danse vor, die schon bald in mehrere Sprachen übersetzt wurden. Noverres Lettres sur la danse dienten in der Folge und noch bis ins 19. Jahrhundert hinein vielen Choreografen als Vorlage zu eigenen Schriften, so etwa auch Carlo Blasis, August Bournonville u. a. 1766 verfasste Noverre ein circa 2000 Seiten umfassendes „Bewerbungsschreiben“ an den König von Polen. Diese Schrift (Warschauer Manuskript) enthält in insgesamt 11 großformatigen Bänden 18 Ballettszenarien, 13 Partituren sowie einen Band mit theoretischen Überlegungen zur Tanzkunst. Ein Teil daraus erschien 1781 unter dem Titel Observations sur la construction d’une nouvelle salle de l’Opéra in Druck, andere Teile aus dem Warschauer Manuskript flossen in die erweiterte Ausgabe seiner Briefe, der Lettres sur les arts imitateurs von 1807, ein.

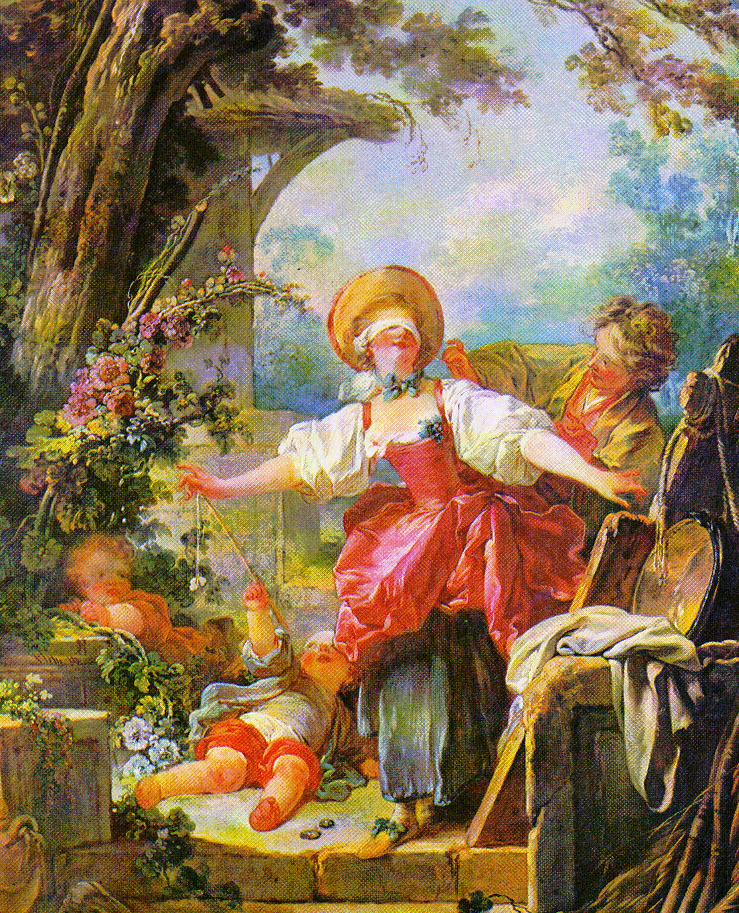
Jean-Honoré Fragonard
Le colin-maillard (um 1770), Paris, Musée du Louvre

Noverre war mit Voltaire, Friedrich II. und David Garrick befreundet. Er besaß eine starke Affinität zur bildenden Kunst. Eines seiner zentralen Anliegen war es, mit Balletten Tableaux zu malen, die ihrerseits wieder den bildenden Künstlern als Vorlage für deren Werke dienen können. In Band 1 der Warschauer Handschrift heißt es im Kapitel Le Ballet mis en parallele avec la Peinture: « Le Ballet est l’Image du Tableau bien composé, s’il n’en est l’Original » (S. 25). Dementsprechend findet man Sujets seiner Ballette bereits in den Gemälden der französischen Rokoko-Maler, wie Jean-Antoine Watteau, François Boucher und Jean-Honoré Fragonard vorgezeichnet: Les Amusemems champetres, La Toilette de Vénus, Le Jugement de Pâris, Jason et Médée, Les Horaces et les Curiaces, Les Petits riens etc. Obwohl die Zusammenhänge zwischen bildender Kunst und Tanzkunst gerade bei Noverre augenfällig sind, steht eine eingehende Untersuchung noch aus. So kommen etwa in Les petits riens (Paris 1778, teilweise mit Musik von W. A. Mozart) die Bild-Motive des Amour en cage (Watteau) sowie auch das Blindekuhspiel/Colin Maillard (Fragonard) vor. Erotisch konnotierte Momentaufnahmen mit entblößten Brustwarzen sind ein Topos der Rokokomalerei, kommen aber auch in dem Ballett Les petits riens vor. Die Tänzerin Madeleine Guimard, welche in Les petits riens in der „pikanten“ Szene als eine der Schäferinnen mitwirkte, wurde unter anderem von Fragonard des Öfteren gemalt.

## Der Theoretiker
In Anknüpfung an eine bereits von Louis de Cahusac skizzierte Reform des Bühnentanzes vertritt Noverre die Überzeugung, dass im Ballett ein dramatisches Geschehen vorgestellt werden muss, ohne in Divertissements, das heißt in belanglosen Tanzszenen, zu verflachen. Das Ballett soll Leidenschaften zeigen und erzeugen, aber auch die Sitten und Gebräuche des Volkes darstellen. Der Ballett-Komponist muss mit seiner Choreografie der Natur und der Wahrheit folgen. Er muss eine logisch aufgebaute und glaubwürdige Geschichte erzählen, der die dreiteilige Grundstruktur des Dramas, nämlich dessen Einteilung „Exposition – Knoten – Auflösung“ zugrunde liegen muss. Der Tanz soll eher expressiv und natürlich als technisch und virtuos sein. Das ballet en action soll den Zuseher durch eine ausdrucksstarke Pantomime bewegen, wobei Noverre hierin vom theatralen Gebärdenspiel eines David Garrick inspiriert war. Noverre kritisierte die hierarchische Organisation des Balletts. Er trat gegen das Tragen von Masken auf, weil sie „die Affekte der Seele ersticken“. Er warb für realitätsbezogene Kostüme, die dem vorgestellten Sujet entsprechen und den Tänzern größere Bewegungsfreiheit erlauben. Die Tänzer sollten vielseitig gebildet sein, besonders im Studium der Poesie, Geschichte, Malerei, Geometrie, Musik und Anatomie, die alle für das Gelingen einer perfekten Tanzkunst notwendig sind.

## Schriften: Originalausgaben
- Lettres sur la danse et sur les ballets, par M. Noverre, Maître des Ballets de Son Altesse Sérénissime Monsieur le Duc de Wurtemberg…' , Lyon/Stuttgart 1760; Wien 1767; Paris 1783; St. Petersburg, 1803/04 (erweiterte Ausgabe), Reprint New York, Broude Brothers, 1967; Paris 1807 (erw. Ausgabe). Briefausgabe Online (Bibliothèque Nationale de Paris); Briefausgabe Online (Bibliothek Wolfenbüttel)
- Théorie et pratique de la danse en général, de la composition des ballets, de la musique, du costume, et des décorations qui leur sont propres, 1766 (Warschauer Manuskript).
- Briefe über die Tanzkunst und über die Ballette, vom Herrn Noverre. Aus dem Französischen übersetzt, Hamburg/Bremen 1769; Reprint Leipzig, 1977/1981 (mit ausführlichem Kommentar); Reprint München, 1977. Briefausgabe Online (Bibliothek Wolfenbüttel)
- Recueil de Programmes de ballets de M. Noverre, Maître des Ballets de la cour imperiale et royale, Wien 1776.
- Observations sur la Construction d’une Salle d’Opéra, Paris 1781. Observations Online (Bibliothèque Nationale de Paris)
- The Works. Translated from the French, 3 vols., London 1783.
- Réflexions sur le costume, 2 Bde., 1791.
- Lettres a un artiste sur les fetes publiques, Paris 1800/01.
- Deux lettres de M. Noverre à Voltaire (über Garrick, 1801).
- Lettres à un artiste sur les fêtes publiques (1801).
- Lettres sur la Danse, sur les Ballets et les Arts, St. Petersbourg, 2 Bde., Chez Jean Charles Schnoor, 1803 [1. Band enthält die 15 Briefe aus der Ed. von 1760, der 2. Band enthält die 20 neuen Briefe].
- Lettres sur la Danse, sur les Ballets et Les Arts, 4 Bde., Petersburg 1803–1804.
- Lettres sur Les Arts Imitateurs en général, et sur la Danse en particulier dédiées a Sa Majesté L’Impératrice des Français et Reine d’Italie…, 2 Bde., Paris 1807. Band 1 Online, Band 2 Online

## Moderne Editionen
- Lettres sur la danse et sur les ballets, précédées d’une vie de l’auteur, par André Levinson. Paris, 1927.
- Letters on Dancing and Ballets. Translated by Cyril W. Beaumont. London, 1930; Reprint New York, 1966/1975; Reprint Alton, 2004.
- Lettres sur la danse et les arts imitateurs. Paris, Lieutier, 1952; Reprint Paris, 1977.
- Lettres sur la danse et les ballets. Moskau, 1965.
- Lettres sur la danse. Présentation de Maurice Béjart. Editions Ramsay, Paris 1978, ISBN 2-85956-042-4, zuletzt Lettres sur la danse. Présentation de Maurice Béjart. Sandre, Harmattan, Paris 2006. ISBN 2-7475-9862-4.
- Lettres sur la danse, sur les ballets et les arts (1803), edited by Flavia Pappacena, LIM, 2012.
- Jean Georges Noverre, Briefe über die Tanzkunst und über die Ballette, Hamburg und Bremen: Johann Heinrich Cramer, 1769; Documenta Choreologica, Bd. XV, hg. von Kurt Petermann, Leipzig 1977.
- Jean Georges Noverre, Briefe über die Tanzkunst. Neu ediert und kommentiert von Ralf Stabel. Henschel Verlag, Leipzig 2010. ISBN 978-3-89487-632-6.
- Lettres sur la danse, sur les ballets et sur les arts (1803), edited by Flavia Pappacena, LIM, Lucca, 2012

## Werke (Auswahl)
- Les Fêtes chinoises (Paris 1754)
- La Fontaine de jouvence (Paris 1754)
- La Toilette de Vénus: François Granier (Lyon 1757)
- L’Impromptu du sentiment F. Granier (Lyon 1758)
- La Mort d’Ajax F. Granier (Lyon 1758)
- Alceste (Stuttgart 1761 – Wien 1767)
- La Mort d’Hercule (Stuttgart 1762)
- Psyché et l’Amour (Stuttgart 1762)
- Jason et Médée (Stuttgart 1763; Wien 1767, Paris 1776 1780; London 1781)
- Hypermnestre (Stuttgart 1764)
- Diane et Endymion: J. Starzer (Wien 1770)
- Don Chisciotte alle nozze di Gamace: A. Salieri (Wien 1770/71)
- Le Jugement de Pâris (Wien 1771)
- Roger et Bradamante (Wien 1771)
- Agamemnon vengé (Wien 1772)
- Iphigénie en Tauride (Wien 1772)
- Iphigenia in Tauris : ein tragisches Ballet (Wien, 1772) (Digitalisat)
- Thésée (Wien 1772)
- Acis et Galathée (Wien 1773)
- Adèle de Ponthieu (Wien 1773; London 1782)
- Alexandre et Campaspe de Larisse (Wien 1773)
- Les Horaces et les Curiaces (Wien 1774; Paris 1777) Szenar Online (Bibliothèque Nationale de Paris)
- Renaud et Armide (Mailand 1775 – London 1782)
- La nuova sposa Persiana (Mailand 1775; Wien 1775)
- Apelle et Campaspe (Paris 1776; Lyon 1787)
- Les Caprices de Galatée (Paris 1776; London 1789)
- Annette et Lubin (Paris 1778)
- Les Petits Riens: F. Aspelmayer?/Chr. W. Gluck? (Wien 1767); W. A. Mozart (Paris 1778)
- Les Amours d’Énée et de Didon (Lyon 1781)
- La Fête du Sérail (Paris 1788)
- L’Amour et Psyché (London 1788)
- La Fête de Tempé (London 1788)
- Admète (London 1789)
- La Bergère des Alpes (London 1794)
- La Vittoria (London 1794)
- Windsor Castle (London 1795)